# ميونخ: انتقام الموساد
ميونيخ: انتقام الموساد هو فيلم وثائقي من إنتاج أتلانتيك برودكتيونس وبث على القناة الرابعة البريطانية بشأن عملية غضب الله حملة الاغتيال الإسرائيلية التي نظمت ردا على عملية ميونيخ. يتضمن الفيلم الوثائقي مقابلات مع العديد من العملاء المشاركين في العملية.
تم ترشيح الفيلم للحصول على جائزة في حفل الأكاديمية البريطانية لفنون السينما والتلفزيون في عام 2006 في فئة «الوقائع المتخصصة».
وفقا للمنتجين أتلانتيك برودكتيونس فإن الأشخاص الحقيقيين المشاركين في عملية غضب الله وافقوا على الكلام للمرة الأولى «لرسم السجل على التوالي» بسبب الإصدار مؤخرا عن فيلم ستيفن سبيلبرغ ميونخ. الفيلم الوثائقي يحتوي على مقابلات مع ديفيد كمحي النائب السابق لرئيس الموساد البريطاني المولد وافرايم هليفي رئيس الموساد السابق الذي ولد أيضا في بريطانيا وإيهود باراك رئيس وزراء إسرائيل السابق وعضو سابق في وحدة القوات الخاصة النخبة التي داهمت بيروت لقتل ثلاثة من أفراد منظمة التحرير الفلسطينية (عملية فردان) وعميلين مجهولين تم تسميتها ب «ك» و «ج».
قام منتجو الفيلم الوثائقي بإدراج العديد من التناقضات بين فيلم ميونيخ والمعلومات التي حصل عليها من مقابلاته مع عملاء الموساد. أشار إلى أن الفيلم يقترح أن مجموعة واحدة نفذت تقريبا جميع الاغتيالات في حين كان في الواقع فريق أكبر بكثير. لم يعمل الموساد مع شخصية العالم السفلي الغامضة كما صورت في الفيلم. لم تنته حملة الاغتيال لأن العملاء فقدوا أعصابهم ولكن بسبب قضية ليلهامر الكارثية التي قتل فيها نادل مغربي بريء وهو حادث لم يغطيه الفيلم. لم تكن أهداف الاغتيال متورطة بشكل مباشر في عملية ميونيخ وهي حقيقة لم يتم الاعتراف بها إلا في آخر 5 دقائق من الفيلم.